# Église Saint-Hélain de Bisseuil
L'église Saint-Hélain est une église située à Bisseuil, dans la Marne. Elle est classée monument historique depuis le 10 janvier 1924.

## Historique
Saint Hélain est le saint patron de Bisseuil depuis la création de la paroisse. Il s'agit d'un Irlandais venu en Champagne, avec saint Gibrien, à l'époque de Remi de Reims. Il serait inhumé à Bisseuil.
L'église est construite au XIIIe siècle. De cette époque, il ne reste que le bras nord du transept, le reste du bâtiment ayant été reconstruit au XVe siècle. Au milieu du XIXe siècle, le portail est à son tour remanié.
L'église est avec son presbytère l'un des rares bâtiments du village ayant survécu aux incendies de 1754 et 1768. Jusqu'en 1832, l'église était entourée d'un cimetière. Celui-ci a été transféré au nord du village.

## Architecture

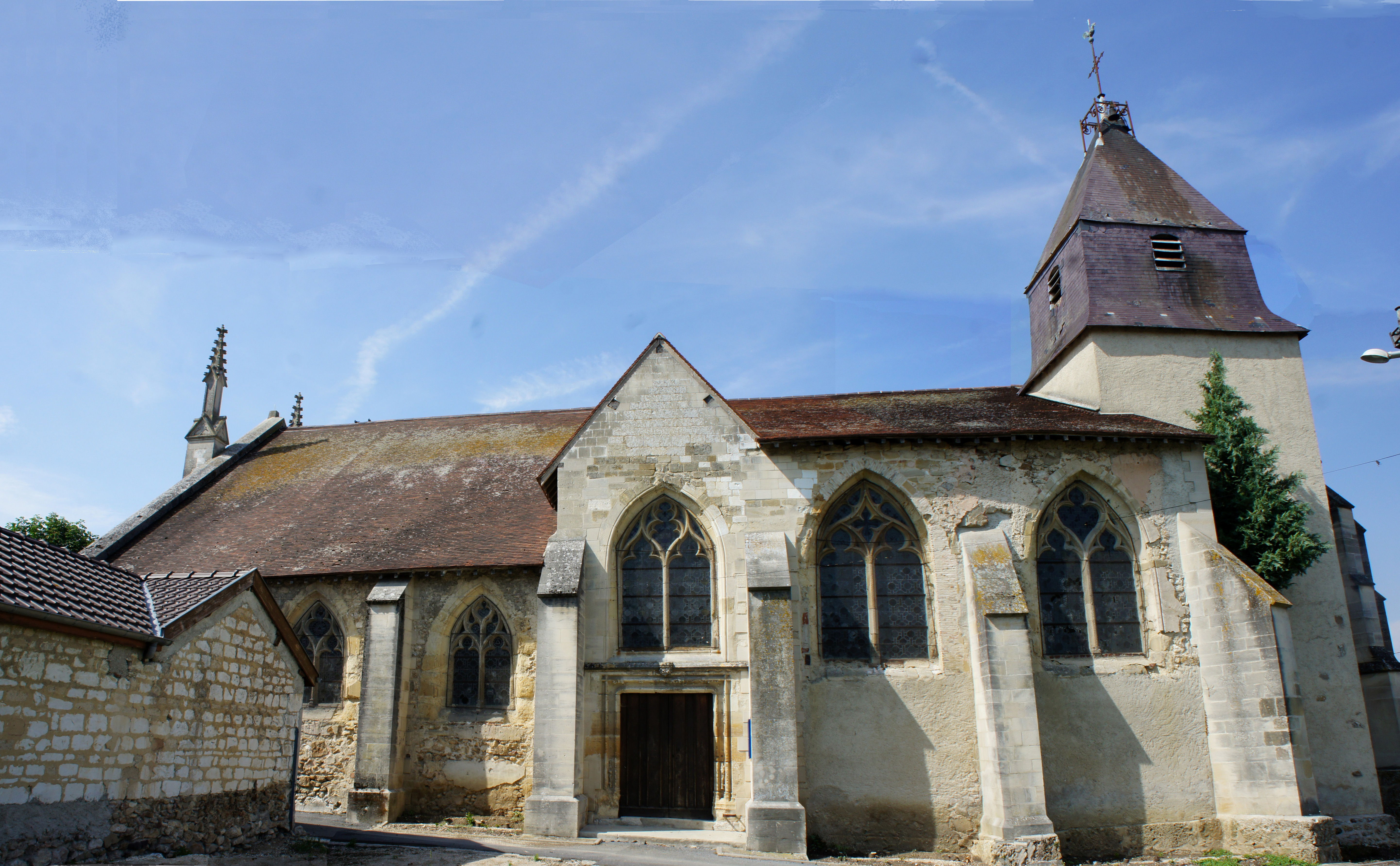
Le côté sud.

Le clocher se trouve au sud de l'édifice entre l'abside et le bas-côté. Il s'agit d'une tour carrée, dont l'étage campanaire est recouvert par la toiture. Le clocher a été construit après les incendies du XVIIIe siècle. La façade ouest, le portail, date de 1848. De style gothique, elle est ornée de baies, contreforts et clochetons. Elle est réalisée à partir des plans de l'architecte de Grandrut.
Les chapiteaux de la nef et des bas-côtés constituent l'une des originalités de l'église. On peut distinguer des mains tenant des branches de vignes ou des oiseaux mangeant le raisin, des animaux du singe au lapin, ou encore une sirène. D'autres sont encore plus originaux, deux chapiteaux représentent par exemple un homme rentrant sa tête dans la coquille d'un escargot.

## Mobilier
L'église abrite deux objet eux aussi classés monument historique : L'Assomption, un tableau de 1678 du peintre Mansuet, (mesurant 1,2 m sur 1 m) et une statue en pierre de la Vierge assise du XVe ou du XVIe siècle. Ces deux œuvres se trouvent au niveau de l'autel dédié à la Vierge.
Autrefois, on pouvait y voir une statue en bois de saint Hélain foulant aux pieds un crocodile.